# Cockspur (Rum)
Cockspur ist eine Rummarke aus Barbados, die von der Destillerie Hanschell Inniss Limited hergestellt wird. Das Unternehmen wurde 1884 von Valdemar Hanschell gegründet, seit 1973 ist es Tochterunternehmen von Goddard Enterprises Limited.

## Rumsorten
- Cockspur Five Star Fine Rum
- Cockspur Five Star Platinum White Rum
- Cockspur Rum Punch
- Cockspur Spiced
- Cockspur Balla Black
- Cockspur Fallernum
- Cockspur 130 Overproof Rum
- Cockspur Old Gold Special Reserve
- Cockspur Very Special Old Reserve 12
- Cockspur XO Masters Select